# Ctenitis desvauxii
Ctenitis desvauxii là một loài dương xỉ thuộc họ Dryopteridaceae. Loài này được Georg Heinrich Mettenius mô tả khoa học đầu tiên năm 1868.